# Боргерхоф Малдер, Моник
Моник Боргерхоф Малдер (Monique Borgerhoff Mulder; род. 1953, Гаага) — американский эволюционный антрополог. Доктор философии (1987), заслуженный исследовательский профессор Калифорнийского университета в Дейвисе (эмерит). Член НАН США (2021). Также профессор Бристольского университета и Института Санта-Фе.

## Биография
Родилась в Нидерландах и выросла в Бейруте и Великобритании.
Получила образование социального антрополога в Эдинбургском университете (1975) как бакалавр B.A. и магистр M.A. с отличием. Докторскую степень по антропологии получила в Северо-Западном университете. До докторантуры успела поработать в сферах журналистики, преподавания и музейной археологии. Ее диссертация была основана на применении поведенческой экологической и экономической модели к многоженству в сельской Африке. После постдочества в Программе по эволюции и поведению человека в Мичиганском университете, в 1990(1?) году она присоединилась к факультету антропологии Калифорнийского университета в Дэйвисе (эволюционное крыло), откуда вышла в отставку как заслуженный профессор в 2018—2019 годах. Ныне она аффилирована с Институтом эволюционной антропологии Макса Планка и состоит старшим научным сотрудником в Бристольском университете, а также числится в Институте Санта-Фе. В последнем она является содиректором программы — вместе с Самуэлем Боулзом.
Много лет проводила антропологические исследования в Танзании (в западной Танзании), интересуясь демографией, неравенством, сотрудничеством и здравоохранением.
Публиковалась в Science, Proceedings of the National Academy of Science, Nature, Trends in Ecology & Evolution. Соредактор I’ve Been Gone Far Too Long (1996).
Замужем.